# رومان بابوال

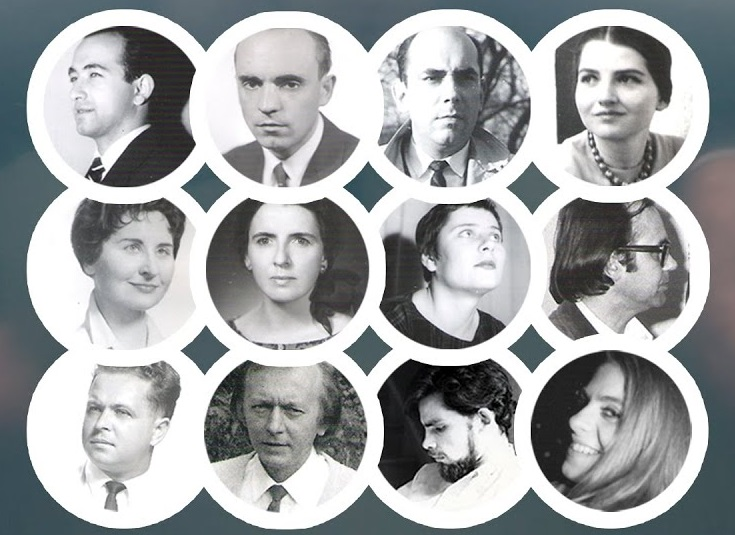
مجموعة نيويورك، بابوال في الصف الثالث والثاني من اليسار

رومان بابوال (2 سبتمبر 1950 ، لييج - 15 يونيو 2005 ، لييج)  كان شاعرًا ومترجمًا أوكرانيًا وفرنسيًا من بلجيكا. كان عضوا في مجموعة نيويورك. كتب أعماله باللغتين الأوكرانية والفرنسية.

## أعمال
بالفرنسية
- La Nuit des oiseaux, الفقرات الأدبية، باريس، 1972.
- Résiduelles, منشورات L'Arbre à Paroles, أماي [الإنجليزية]، 1992.

بالأوكرانية
- أربع مجموعات شعرية نُشرت ما بين 1969 و 1987.